# Bil Tilden
Wilijam Tatem Tilden II (10. februar 1893 – 5. jun 1953), s nadimkom „Big Bil”, bio je američki igrač tenisa. On se često smatra jednim od najvećih tenisera svih vremena. Tilden je bio svetski prvak tokom šest godina, u periodu od 1920. do 1925. godine. Osvojio je 15 glavnih singl titula, uključujući deset Grand Slam turnira, jedno svetsko prvenstvo u tvrdoj podlozi i četiri profesionalna prvenstva. On je bio prvi Amerikanac koji je osvojio Vimbldonsku titulu 1920. godine. Takođe je osvojio rekordnih sedam titula šampionata u SAD (kao i Ričard Siers i Bil Larned).
Tilden je dominirao svetom međunarodnog tenisa u prvoj polovini 1920-ih, i tokom svog 18-godišnjeg amaterskog perioda 1912–29, osvojio je 138 od 192 turnira. On je ostvario brojna teniska dostignuća svih vremena, uključujući rekordan broj pobeda tokom karijere i procenat pobeda na Nacionalnom prvenstvu SAD. Na Nacionalnom prvenstvu SAD 1929. godine Tilden je postao prvi igrač koji je dosegao do 10 finala na jednom Grand Slam događaju. Njegovih deset finala na turniru za grand slam se zadržalo kao rekordno ostvarenje do 2017. godine, kada je Roger Federer dosegao do svog jedanaestog finala Vimbldona. Tilden, koji se često sukobljavao sa krutom Američkom asocijacijom tenisa na travi oko njegovog amaterskog statusa i prihoda koji potiču od novinskih članaka, osvojio je svoju poslednju veliku titulu 1930. godine u Vimbldonu, kad je imao 37 godina. On je postao profesionalni igrač na kraju te godine, i nastupao je kao profesionalni igrač tokom narednih 15 godina.

## Statistike karijere
Prema Badu Kolinsu, kao amater (1912–1930), Tilden je pobedio na 138 od 192 turnira, izgubio 28 finala i imao rekord meča od 907–62, što čini 93,6% pobeda. Iako nikada nije igrao na prvenstvu Australije, Tilden je bio prvi muški teniser koji je osvojio četiri uzastopne Grand Slam titule. Godine 1921. je održano Australijsko prvenstvo posle Američkog nacionalnog prvenstva. Profesionalnom tenisu se pridružio 1931. godine, što je imalo za posledicu da više nije mogao da se takmiči na Grand Slam turnirima. On je ostvario mnoga teniska dostignuća koja se rangiraju kao najveća svih vremena, uključujući amaterski rekord u pogledu procenta mečeva u kojima je bio pobednik u karijeri od 93,6%.
Procent pobeda Tildenove karijere na Državnom prvenstvu u SAD bio je 90,7%, što ga je svrstalo na prvo mesto ispred Rogera Federera, Freda Perija i Petera Samprasa, a takođe je pobednik 42 meča tokom perioda od 1920. do 1926. godine, te je ispred Rogera Federera i Ivana Lendla. Njegov pobednički niz u 95 mečeva od 1924. do 1925. godine je ispred Dona Budža i Roja Emersona, a takođe i njegov najbolji pojedinačni niz pobeda-poraza u 1920. godini sa 98,73%, 78-1, stavlja ga ispred Džona Makenroa i Džimija Konora. On, Rodžer Federer i Rafael Nadal jedini su igrači koji su ostvarili do 10 finala u jednom Grand Slam događaju. Na prvenstvu Vimbledona zabeležio je rekord karijere od 91,2% pobeda u mečevima, što ga svrstava na treće mesto svih vremena iza Bjerna Borga i Dona Badža.
Događaji sa krugom izazova: (WC) pobeda; (CR) izgubljen krug izazova; (FA) sveukupni finalista. (A) odsutan
|                            |                        |                        |                        |                        |                        |                          |                          |                          |                          |                          |                        |                        |                        |                        |                        |                        | Titula / Učešća | Pobeda-poraza | Pobeda % |
| Grand Slam turniri         | Amaterska karijera     | Amaterska karijera     | Amaterska karijera     | Amaterska karijera     | Amaterska karijera     | Amaterska karijera       | Amaterska karijera       | Amaterska karijera       | Amaterska karijera       | Amaterska karijera       | Amaterska karijera     | Amaterska karijera     | Amaterska karijera     | Amaterska karijera     | Amaterska karijera     | Amaterska karijera     | 10 / 23         | 114–13        | 89.76    |
| Grand Slam turniri         | 1915                   | 1916                   | 1917                   | 1918                   | 1919                   | 1920                     | 1921                     | 1922                     | 1923                     | 1924                     | 1925                   | 1926                   | 1927                   | 1928                   | 1929                   | 1930                   | 10 / 23         | 114–13        | 89.76    |
| -------------------------- | ---------------------- | ---------------------- | ---------------------- | ---------------------- | ---------------------- | ------------------------ | ------------------------ | ------------------------ | ------------------------ | ------------------------ | ---------------------- | ---------------------- | ---------------------- | ---------------------- | ---------------------- | ---------------------- | --------------- | ------------- | -------- |
| Australijski               | A                      | Nije održano           | Nije održano           | Nije održano           | A                      | A                        | A                        | A                        | A                        | A                        | A                      | A                      | A                      | A                      | A                      | A                      | 0 / 0           | 0–0           | N/A      |
| Frencuski                  | Nije održano           | Nije održano           | Nije održano           | Nije održano           | Nije održano           | Samo za francuske igrače | Samo za francuske igrače | Samo za francuske igrače | Samo za francuske igrače | Samo za francuske igrače | A                      | A                      | F                      | A                      | SF                     | F                      | 0 / 3           | 14–3          | 82.35    |
| Vimbldon                   | Nije održano           | Nije održano           | Nije održano           | Nije održano           | A                      | WC                       | WC                       | A                        | A                        | A                        | A                      | A                      | SF                     | SF                     | SF                     | W                      | 3 / 6           | 31–3          | 91.18    |
| SAD                        | A                      | 1R                     | 3R                     | F                      | F                      | W                        | W                        | W                        | W                        | W                        | W                      | QF                     | F                      | A                      | W                      | SF                     | 7 / 14          | 69–7          | 90.79    |
| Profesionalni slam turniri | Profesionalna karijera | Profesionalna karijera | Profesionalna karijera | Profesionalna karijera | Profesionalna karijera | Profesionalna karijera   | Profesionalna karijera   | Profesionalna karijera   | Profesionalna karijera   | Profesionalna karijera   | Profesionalna karijera | Profesionalna karijera | Profesionalna karijera | Profesionalna karijera | Profesionalna karijera | Profesionalna karijera | 4 / 19          | 36–17         | 67.92    |
| Profesionalni slam turniri | 1931                   | 1932                   | 1933                   | 1934                   | 1935                   | 1936                     | 1937                     | 1938                     | 1939                     | 1940                     | 1941                   | 1942                   | 1943                   | 1944                   | 1945                   | 1946                   | 4 / 19          | 36–17         | 67.92    |
| Francuski prof.            | A                      | A                      | NH                     | W                      | SF                     | A                        | SF                       | F                        | SF                       | Nije održano             | Nije održano           | Nije održano           | Nije održano           | Nije održano           | Nije održano           | Nije održano           | 2 / 6           | 10–4          | 71.43    |
| Vembli prof.               | Nije održano           | Nije održano           | Nije održano           | 3rd                    | F                      | NH                       | F                        | NH                       | 3rd                      | Nije održano             | Nije održano           | Nije održano           | Nije održano           | Nije održano           | Nije održano           | Nije održano           | 0 / 4           | 8–6           | 57.14    |
| SAD prof.                  | W                      | SF                     | A                      | A                      | W                      | A                        | A                        | A                        | SF                       | SF                       | QF                     | A                      | QF                     | NH                     | SF                     | 1R                     | 2 / 9           | 18–7          | 72.00    |
| Ukupno:                    | Ukupno:                | Ukupno:                | Ukupno:                | Ukupno:                | Ukupno:                | Ukupno:                  | Ukupno:                  | Ukupno:                  | Ukupno:                  | Ukupno:                  | Ukupno:                | Ukupno:                | Ukupno:                | Ukupno:                | Ukupno:                | Ukupno:                | 14 / 42         | 150–30        | 83.33    |

## Literatura
- Deford, Frank (1976). Big Bill Tilden: The Triumphs and the Tragedy. New York: Simon & Schuster. ISBN 9780671222543.
- Digby Baltzell, E. (1995). Sporting Gentlemen – Men's Tennis from the Age of Honor to the Cult of Superstar. New York: The Free Press. ISBN 9780029013151. OCLC 31411547.
- Pancho Gonzales with Cy Rice (1959). Man with a Racket. New York: A.S. Barnes and Company. OCLC 1351057.
- Joyce Milton, Tramp: The Life of Charlie Chaplin – Da Capo Press, 1998.
- Marshall Jon Fisher, A Terrible Splendor: Three Extraordinary Men, a World Poised for War, and the Greatest Tennis Match Ever Played – Random House, Inc., 2010.
- Robert Hofler, The Man Who Invented Rock Hudson: The Pretty Boys and Dirty Deals of Henry Willson – Carroll & Graf Publishers, 2006.
- Sam Kashner, Jennifer Macnair, The Bad and the Beautiful: Hollywood in the Fifties – W. W. Norton & Company, 2003
- Jack Kramer with Frank Deford (1981). The Game : My 40 Years in Tennis. London: Deutsch. ISBN 0233973079. OCLC 59152557. OL 17315708M.
- Caroline Seebohm, Little Pancho, (2009)
- Bobby Riggs, Tennis is my Racket, (1949)
- Gardnar Mulloy, As It Was, (2009)
- Gabriel Garcia, ("Records". thetennisbase.com. Madrid, Spain: Tennismem SAL (2018)
- Dick Skeen, Tennis Champions are Made, not Born, (1976)
- Fisher, Marshall Jon (2009). A Terrible Splendor: Three Extraordinary Men, a World Poised for War and the Greatest Tennis Match Ever Played.  978-0-307-39394-4
- Schickel, Richard (1975). The World of Tennis. New York: Random House. стр. 59. ISBN 0-394-49940-9.

## Spoljašnje veze
- Bil Tilden на сајту Пројекат Гутенберг (језик: енглески)
- Bil Tilden на сајту Internet Archive (језик: енглески)
- „American tennis stars begin battle for overseas honors on Parisian courts tomorrow”. Prescott Evening Courier. 27. 5. 1921. стр. 5  — преко Google News Archive.